# Elecciones regionales de Italia de 2023
Las elecciones regionales en Italia tuvieron lugar en cinco de las veinte regiones de Italia durante 2023.

## Resumen
| Lacio                | 12–13 de febrero | Nicola Zingaretti    |  | PD   | Francesco Rocca      |  | FdI  |
| Lombardía            | 12–13 de febrero | Attilio Fontana      |  | Lega | Attilio Fontana      |  | Lega |
| Friuli-Venecia Julia | 2–3 de abril     | Massimiliano Fedriga |  | Lega | Massimiliano Fedriga |  | Lega |
| Molise               | 25–26 de junio   | Donato Toma          |  | FI   | Francesco Roberti    |  | FI   |
| Trentino             | 22 de octubre    | Maurizio Fugatti     |  | Lega | Maurizio Fugatti     |  | Lega |
| Tirol del Sur        | 22 de octubre    | Arno Kompatscher     |  | SVP  | Arno Kompatscher     |  | SVP  |

## Resultados regionales

### Lacio
|  | 53,89 % |

|  | 33,49 % |

|  | 10,75 % |

|  | 0,98 % |

|  | 0,88 % |

|  | 97,47 % |

|  | 1,94 % |

|  | 0,59 % |

|  | 37,20 % |

|  | 62,80 % |

### Lombardía
|  | 54,67 % |

|  | 33,93 % |

|  | 9,87 % |

|  | 1,53 % |

|  | 97,21 % |

|  | 2,17 % |

|  | 0,62 % |

|  | 41,68 % |

|  | 58,32 % |

### Friuli-Venecia Julia
|  | 64,24 % |

|  | 28,37 % |

|  | 4,66 % |

|  | 2,73 % |

|  | 97,61 % |

|  | 2,39 % |

|  | 45,26 % |

|  | 54,74 % |

### Molise
|  | 62,24 % |

|  | 36,32 % |

|  | 1,44 % |

|  | 96,88 % |

|  | 2,02 % |

|  | 1,10 % |

|  | 47,95 % |

|  | 52,05 % |

### Trentino-Alto Adigio
Trentino
|  | 51,82 % |

|  | 37,50 % |

|  | 3,81 % |

|  | 2,26 % |

|  | 2,22 % |

|  | 1,92 % |

|  | 0,48 % |

|  | 97,05 % |

|  | 2,95 % |

|  | 58,41 % |

|  | 41,59 % |

Tirol del Sur
|  | 34,52 % |

|  | 11,09 % |

|  | 10,87 % |

|  | 9,05 % |

|  | 5,96 % |

|  | 5,90 % |

|  | 4,92 % |

|  | 3,45 % |

|  | 3,43 % |

|  | 3,04 % |

|  | 2,60 % |

|  | 2,57 % |

|  | 0,74 % |

|  | 0,71 % |

|  | 0,58 % |

|  | 0,57 % |

|  | 96,88 % |

|  | 2,08 % |

|  | 1,04 % |

|  | 67,54 % |

|  | 32,46 % |